# لخريطات طالوع (احلاف اقياس)
لخريطات طالوع هو دُوَّار يقع بجماعة بولعوان، إقليم الجديدة، جهة الدار البيضاء سطات في المملكة المغربية. ينتمي الدوّار لمشيخة احلاف اقياس التي تضم 11 دوار. يقدر عدد سكانه بـ 228 نسمة حسب الإحصاء الرسمي للسكان والسكنى لسنة 2004.

## روابط خارجية
- البوابة الوطنية للجماعات الترابية نسخة محفوظة 12 مارس 2018 على موقع واي باك مشين.
- المندوبية السامية للتخطيط